# Teraina
Ne doit pas être confondu avec Île Washington (États-Unis).
Teraina (souvent Teeraina en gilbertin) ou île Washington, en anglais Washington Island, est un  atoll corallien surélevé des îles de la Ligne, appartenant à la république des Kiribati. Elle se situe au nord de Tabuaeran.
Elle a la particularité, rare dans le Pacifique, d'avoir un lac d'eau douce (qui est en fait la partie émergée de la lentille d'eau douce des atolls). L'atoll comptait 1 155 habitants en 2005.
Un aérodrome de Teraina est relié à celui de l'île Christmas.

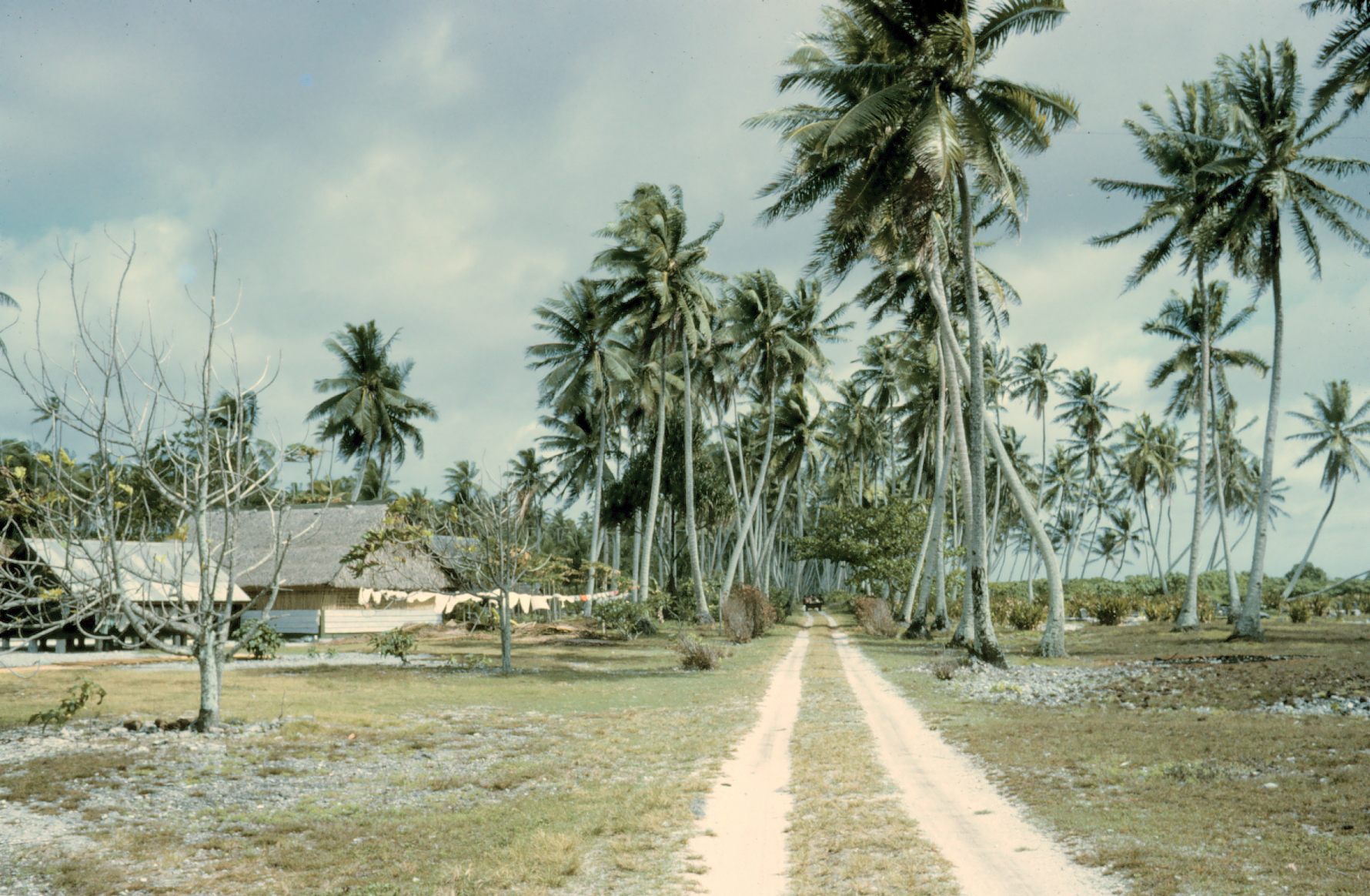
Route et maisons sur l'atoll.